# Liisi Hinto
 (février 2025).
Liisi Hinto  (?, 26 mars 2002) est une femme relieur estonienne.

## Biographie
Hinto Liisi, élève de l'académie estonienne des arts est une relieur lauréate du concours de la biennale mondiale de la reliure d'art en 2024.